# ۶ مرداد
۶ مرداد صد و سی و اُمین روز از سال در گاه‌شماری خورشیدی است. به پایان سال ۲۳۵ روز (۲۳۶ روز در سال کبیسه) مانده‌است.

## مناسبت‌ها
- روز ترویج آموزش‌های فنی و حرفه‌ای

## رویدادها
- ۱۲۰۲ - امضا شدن نخستین عهدنامه از عهدنامه‌های ارزروم در میان حکومت دودمان قاجار از ایران با امپراتوری عثمانی
- ۱۳۲۸ - پایان دوره پانزدهم مجلس شورای ملی
- ۱۳۵۹ - تظاهرات و اعتصاب دانشجویان ایرانی در آمریکا در حمایت از نظام اسلامی[۱]
- ۱۳۶۰ - خروج ابوالحسن بنی‌صدر و مسعود رجوی از ایران از طریق هواپیمای بوئینگ ۷۰۷ از فرودگاه بین‌المللی مهرآباد
- ۱۳۶۸ - همه‌پرسی بازنگری قانون اساسی جمهوری اسلامی ایران
- ۱۳۶۸ - برگزاری پنجمین انتخابات ریاست‌جمهوری ایران
- ۱۳۹۰ - رقابت ۶ مرداد ۱۳۹۰ تیم ملی فوتبال ایران با تیم ملی فوتبال مالدیو در مرحله مقدماتی جام جهانی فوتبال ۲۰۱۴ (آسیا)
- ۱۴۰۱ - سیل ۶ مرداد ۱۴۰۱ امامزاده داوود تهران

## زادروزها
- ۱۲۹۸ - مهدی خالدی، موسیقی‌دان
- ۱۳۱۶ - منوچهر آذر، بازیگر
- ۱۳۲۹ - شهیار قنبری، شاعر
- ۱۳۴۱ - امید سلطانی، خواننده
- ۱۳۵۰ - منصور جعفری، خواننده

## درگذشت‌ها
- ۱۳۴۰ - صدیقه دولت‌آبادی، روزنامه‌نگار، از فعالان انقلاب مشروطه و از طرفداران جنبش زنان در ایران
- ۱۳۶۴ - مسعود منفرد نیاکی، فرمانده لشکر ۹۲ زرهی اهواز
- ۱۳۷۴ - اکبر محسنی، آهنگساز
- ۱۳۸۸ - سیف‌الله داد، کارگردان
- ۱۴۰۰ - شهرام کاشانی، خواننده
- ۱۴۰۱ - امیراشرف آریان‌پور، موسیقی‌دان
- ۱۴۰۲ - شاپور جورکش، شاعر
- ۱۴۰۲ - زینت مؤدب، بازیگر